# Bumi Mulya (Penarik)
Bumi Mulya is een bestuurslaag in het regentschap Muko-Muko van de provincie Bengkulu, Indonesië. Bumi Mulya telt 1882 inwoners (volkstelling 2010).